# Súper Rugby Trans-Tasman 2021
El Súper Rugby Trans Tasman de 2021 fue la primera y única edición del torneo de rugby profesional entre franquicias australianas y neozelandesas del Super Rugby.
Se disputó entre el 14 de mayo y 19 de junio.

## Sistema de disputa
El torneo se disputó con una fase regular en donde cada uno de los cinco equipos de Australia enfrentó a sus cinco rivales de Nueva Zelanda.
Luego se disputó una final entre los dos mejores equipos de la fase regular.

## Clasificación
| Pos. | Equipo        | Encuentros | Encuentros | Encuentros | Encuentros | Tantos | Tantos | Tantos | PB | PB | Puntos |
| Pos. | Equipo        | PJ         | PG         | PE         | PP         | F      | C      | Dif    | BO | BD | Puntos |
| ---- | ------------- | ---------- | ---------- | ---------- | ---------- | ------ | ------ | ------ | -- | -- | ------ |
| 1.º  | Blues         | 5          | 5          | 0          | 0          | 198    | 79     | +119   | 3  | 0  | 23     |
| 2.º  | Highlanders   | 5          | 5          | 0          | 0          | 199    | 96     | +103   | 3  | 0  | 23     |
| 3.º  | Crusaders     | 5          | 5          | 0          | 0          | 229    | 132    | +97    | 3  | 0  | 23     |
| 4.º  | Hurricanes    | 5          | 4          | 0          | 1          | 195    | 93     | +102   | 4  | 1  | 21     |
| 5.º  | Chiefs        | 5          | 4          | 0          | 1          | 170    | 111    | +59    | 2  | 1  | 19     |
| 6.º  | Brumbies      | 5          | 1          | 0          | 4          | 82     | 152    | -70    | 0  | 1  | 5      |
| 7.º  | Reds          | 5          | 1          | 0          | 4          | 125    | 211    | -86    | 0  | 1  | 5      |
| 8.º  | Western Force | 5          | 0          | 0          | 5          | 82     | 148    | -66    | 0  | 1  | 1      |
| 9.º  | Rebels        | 5          | 0          | 0          | 5          | 95     | 215    | -120   | 0  | 0  | 0      |
| 10.º | Waratahs      | 5          | 0          | 0          | 5          | 127    | 265    | -138   | 0  | 0  | 0      |

|  | Finalistas. |

## Fase Regular
Se confirmó el fixture

### Fecha 1
| 14 de mayo | Highlanders | 40 - 19 | Reds | Forsyth Barr Stadium, Dunedin |  |

| 14 de mayo | Waratahs | 48 - 64 | Hurricanes | Sydney Cricket Ground, Sídney |  |

| 15 de mayo | Crusaders | 31 - 29 | Brumbies | Rugby League Park, Christchurch |  |

| 15 de mayo | Western Force | 19 - 20 | Chiefs | HBF Park, Perth |  |

| 15 de mayo | Rebels | 3 - 50 | Blues | AAMI Park, Melbourne |  |

### Fecha 2
| 21 de mayo | Hurricanes | 35 - 13 | Rebels | Sky Stadium, Wellington |  |

| 21 de mayo | Western Force | 15 - 25 | Highlanders | HBF Park, Perth |  |

| 22 de mayo | Chiefs | 40 - 19 | Brumbies | FMG Stadium, Hamilton |  |

| 22 de mayo | Reds | 28 - 63 | Crusaders | Suncorp Stadium, Brisbane |  |

| 22 de mayo | Blues | 48 - 21 | Waratahs | Eden Park, Auckland |  |

### Fecha 3
| 28 de mayo | Hurricanes | 43 - 6 | Western Force | McLean Park, Napier |  |

| 29 de mayo | Waratahs | 28 - 54 | Crusaders | WIN Stadium, Wollongong |  |

| 29 de mayo | Blues | 38 - 10 | Brumbies | Eden Park, Auckland |  |

| 29 de mayo | Reds | 40 - 34 | Chiefs | North Queensland Stadium, Townsville |  |

| 30 de mayo | Highlanders | 42 - 27 | Rebels | Leichhardt Oval, Sídney |  |

### Fecha 4
| 4 de junio | Crusaders | 29 - 21 | Western Force | Rugby League Park, Christchurch |  |

| 4 de junio | Reds | 24 - 31 | Blues | Suncorp Stadium, Brisbane |  |

| 5 de junio | Brumbies | 12 - 10 | Hurricanes | GIO Stadium, Canberra |  |

| 5 de junio | Highlanders | 59 - 23 | Waratahs | Forsyth Barr Stadium, Dunedin |  |

| 6 de junio | Chiefs | 36 - 26 | Rebels | Leichhardt Oval, Sídney |  |

### Fecha 5
| 11 de junio | Hurricanes | 43 - 14 | Reds | Sky Stadium, Wellington |  |

| 11 de junio | Brumbies | 12 - 33 | Highlanders | GIO Stadium, Canberra |  |

| 12 de junio | Blues | 31 - 21 | Western Force | Eden Park, Auckland |  |

| 12 de junio | Rebels | 26 - 52 | Crusaders | AAMI Park, Melbourne |  |

| 12 de junio | Waratahs | 7 - 40 | Chiefs | Brookvale Oval, Sídney |  |

## Fase Final

### Final
| 19 de junio | Blues | 23 - 15 | Highlanders | Eden Park, Auckland |  |

| Bandera de Nueva Zelanda |
| Campeón Blues            |
| Primer título            |